# Papež Agaton
Papež Agaton  je bil rimski papež in svetnik katoliške Cerkve; * 574 Sicilija (Italija, Bizantinsko cesarstvo); † 10. januar 681 Rim (Bizantinsko cesarstvo). 

## Življenjepis
Po Donovi  smrti so izvolili na sedež apostola Petra bazilijanskega redovnika iz samostana svetega Hermesa ter ga posvetili 27. junija 678. 

### Ureditevangleškihrazmer
Takrat se je prišel v Rim pritoževat yorški nadškof Wilfrid  nad ravnanjem northumbrijskega kralja Egfrida, češ da ga je pregnal z njegovega metropolitanskega sedeža in nanj posadil canterburyjskega nadškofa Teodorja. Papež je s tam zbranimi petdesetimi škofi v Lateranu takoj sklical sejo, na kateri so zadevo pretresli; sklenili so, da naj se Wilfridova nadškofija razdeli, toda on dobi pravico imenovanja škofov. Papež mu sicer ni podelil palija, ampak navodilo, kako naj skliče vseljudsko sinodo, potem pa razdeli škofijske sedeže med za to primerne osebe.

### Obnova krščanske vzajemnosti
V Rim je prispelo pismo cesarja Konstantina (668-685) s pozivom k ponovni vzpostavitvi krščanske enotnosti z večmesečno zamudo in tako naslovnika Dona ni več našlo med živimi. Njegov naslednik Agaton je torej naročil škofom, naj povsod skličejo v zvezi z monoteletstvom sinode, od koder naj pošljejo predstavnike v Rim. Tako je prišlo v večno mesto marca 680 stopetindvajset vzhodnih škofov. Z njimi je sklical patriarhalno sinodo, ki je potrdila določbe lateranske sinode iz leta 649, kjer je monoteletizem bil obsojen. Vsebino teh določb so napisali na dve listini, ki jih je iz Rima v Carigrad odneslo sedemčlansko poslanstvo pod predsedstvom paterenskega škofa Abundancija (Abundantius) škofa obenem s pooblastilom, da predsedujejo na vesoljnem cerkvenem zboru, ki ga bo sklical cesar. Agaton je pisal cesarju:
„Zaradi napadov tujih narodov je propadla znanost, umetnost in gospodarstvo; ostala nam je le naša vera. Naša največja čast bo prav to, če jo bomo ohranili pri življenju; naše zveličanje, če bomo zanjo umrli. Celotno občestvo škofov, ki priznavajo našo veroizpoved, sprejemamo kot brate; tiste, ki jo zavračajo, pa izobčujemo iz Cerkve.« 

### Tretji carigrajski koncil
Papeško sedmeročlano poslanstvo so v Carigradu sprejeli z vsemi častmi. Tam so bili na cesarjev poziv že zbrani številni vzhodni škofje. Tako so 7. novembra 680 odprli Šesti vesoljni cerkveni zbor oziroma Tretji carigrajski koncil v s kupolo pokriti cesarjevi palači.
Na prvih dveh sejah bi morali monoteleti razložiti in opravičiti svoje mnenje, česar pa seveda niso mogli in vedeli. Tedaj je papeško poslanstvo prineslo odloke rimskega cerkvenega zbora in ko so slovesno prebrali Agato¬novo dogmatično pismo z razlago katoliškega nauka o Odreše¬niku, so koncilski očetje – po večini Grki - začeli navdušeno vzklikati: »Peter je spregovoril po Agatonovih ustih; tudi mi priznavamo, da sta v Kristusu dve volji: Božja in človeška.«
Vesoljni cerkveni zbor je torej zasedal v Carigradu od 7. novembra 680 do 16. septembra 681. Udeležilo se ga je okoli 170 škofov, navzoč pa je bil tudi cesar Konstantin IV. Ko so koncilski očetje soglasno zavrnili monoteletstvo, so odstavili antiohijskega patriarha Makarija, ki je herezijo še vedno zagovarjal, ter ponovno potrdili veroizpoved Kalcedona  z dodatkom, da je Kristus imel ne le božjo in človeško naravo, ampak tudi dve volji in dve dejavnosti. Z velikim odobravanjem so sprejeli Agatonovo dogmatično pismo z razlago katoliškega nauka o Odrešeniku.

### Odnos do ljudi in denarja
Čeprav je papež Agaton vladal le kratko časa, se je opazno vtisnil v zgodovino Cerkve ne le zato, ker ga kot svetnika častijo tako Grki kot Latinci, ampak tudi zato, ker so za časa njegovega pontifikata obhajali Šesti ekumenski koncil, oziroma Tretji carigrajski (680-681), na katerem so obsodili zmoto monoteletstva, ki je izhajala iz napačne predstave o Kristusovi naravi, volji in dejavnosti. 
Agaton je bil uspešen tudi zato, ker je bil izjemno prijazen in velikodušen človek. Imel je spodbudno besedo in nasmeh za vsakogar; posebno pa je bil prijazen do svojih duhovnikov. 
Dozdeva se, da se je dobro razumel tudi na gospodarstvo. Ko je postal papež, je - v nasprotju z navadami - vzel v lastne roke denarno upravo rimske Cerkve in službo blagajnika tudi uspešno opravljal. Ko se mu je poslabšalo zdravje – na kar namiguje v pismu cesarju Konstantin IV. – je bil prisiljen imenovati zakladnika s polnimi pooblastili, kot je bilo sicer v navadi.

## Smrt in češčenje

### Smrt
Papež Agaton ni dočakal konca koncila in razglasitve njegovih odlokov, ker je umrl v Rimu 10. januarja 681, star 107 let. Pokopali so ga v cerkvi svetega Petra v Vatikanu. 

### Češčenje
Svetniško čast mu izkazuje med drugimi kristjani tako zahodno kot vzhodno krščanstvo.
Njegov god obhaja rimskokatoliška Cerkev 10. januarja, medtem ko pravoslavne Cerkve 20. februarja.

### Čudodelnik
Papež Agaton je bil priljubljen zaradi svoje prijaznost in dobrodelnosti. Zaradi številnih čudežev, ki so se godili na njegovo priprošnjo, se ga je prijel vzdevek Čudodelnik. Nekateri viri menijo, da je bil redovnik benediktinec.